# Retrato de Père Tanguy
Retrato de Père Tanguy é uma obra de Vincent van Gogh, pintada em 1887/1888.
O Retrato de Père Tanguy foi pintado em três versões, no final do período parisiense de Van Gogh.
Julien Tanguy era um comerciante de tintas, conhecido como Père Tanguy. Tanguy era um socialista respeitado pelos artistas, havia participado da Comuna de Paris e, além de vender material de pintura a preços muito baixos e a crédito, possuía uma pequena galeria de arte ao lado de sua loja.
Tanguy foi uma das figuras-chave do pós-impressionismo, pois sua galeria, ainda que desconhecida do grande público, reuniu obras de artistas como Van Gogh, Seurat, Gauguin e Cézanne, considerados os precursores da arte do século XX.